# Gli anni del riso e del sale
Gli anni del riso e del sale (The Years of Rice and Salt) è un romanzo di fantascienza pubblicato nel 2002 dallo scrittore statunitense Kim Stanley Robinson. 

## Trama
Il romanzo copre un arco di tempo lungo diversi secoli, dalle guerre di conquista di Tamerlano fino al XXII secolo. Il romanzo immagina che la morte nera del 1300 abbia ucciso il 99% della popolazione europea, successivamente ripopolata da coloni musulmani e cinesi, e racconta i tentativi degli indiani d'America di resistere all'invasione del loro continente da parte di nuovi colonizzatori.

## Premi
Il romanzo ha vinto il Premio Locus per il miglior romanzo di fantascienza nel 2003. Inoltre è stato nominato al Premio Hugo per il miglior romanzo e al Premio Arthur C. Clarke.

## Edizioni
- Kim Stanley Robinson, Gli anni del riso e del sale, Nuova narrativa, Newton & Compton, 2006,  p. 607, ISBN 8854107565.